# Darryl Way
Darryl Way (Taunton, 17 dicembre 1948) è un violinista e tastierista britannico,conosciuto prevalentemente per la sua militanza nelle band rock progressivo Curved Air, da egli stesso fondata, e per la sua carriera solista.

## Biografia
La sua carriera musicale di fatto ha avuto inizio nel 1967, Quando ha incontrato Francis Monkman, e insieme hanno formato la band Sisyphus, che si è evoluta in Curved Air.
Dopo tre album con questa band, nel 1972 decise di lasciare, e formò la band di supporto Darryl Way's Wolf, che registrò tre album prima di sciogliersi. La sua band successiva, Stark Naked & the Car Thieves, si sciolse quando i Curved Air si riformarono alla fine del 1974.
Ha suonato in due brani dell'album Heavy Horses dei Jethro Tull del 1978. Nello stesso anno ha pubblicato un album da solista, Concerto per violino elettrico.
Nel novembre 1996, il testo lirico da lui scritto, The Russian Opera, fu presentato in anteprima al Place Theatre di Londra e il suo lavoro di scrittura di canzoni include impostazioni musicali su testi di Steven Berkoff.

## Discografia

### Album solisti
- 1978 - Concerto for Electric Violin
- 1984 - Little Plum
- 1987 - The Human Condition: Suite for String Orchestra, Piano and Percussion
- 1991 - Under the Soft
- 2013 - Ultra Violins
- 2014 - Children Of The Cosmos
- 2016 - Myths, Legends And Tales
- 2018 - Vivaldi's Four Seasons In Rock
- 2019 - Destinations

### Con i Curved Air
- 1970 - Air Conditioning
- 1971 - Second Album
- 1972 - Phantasmagoria
- 1973 - Air Cut
- 1975 - Midnight Wire (1975)
- 1976 - Airborne
- 1984 - We're Only Human

### Collaborazioni
- 1978 - Heavy Horses - Jethro Tull